# Heiderschoor
Heiderschoor is een buurtschap  ten noordwesten van Mierlo in de gemeente Geldrop-Mierlo, in de Nederlandse provincie Noord-Brabant. Het ligt aan de gelijknamige weg. Naast de buurtschap ligt de voormalige vuilnisbelt van de VAM. Tegenwoordig is hier Landgoed De Gulbergen gevestigd met een dierentuin en een golfbaan. Om sluipverkeer naar de Gulbergen te voorkomen is de weg Heiderschoor afgesloten voor motorverkeer.
Dorpen: Geldrop · Hoog Geldrop · Mierlo 

Buurtschappen: Bekelaar · 't Broek · De Loo · Genoenhuis · Goor . Gijzenrooi · Heiderschoor · Hout · Hulst · Loeswijk · Luchen · Overakker · Trimpert · Voortje

Wijken van Geldrop: Akert · Braakhuizen-Noord · Braakhuizen-Zuid · Centrum · Coevering · Gijzenrooi · Skandia 

Noord-Brabant: Steden en dorpen      Nederland: Provincies · Gemeenten